# Zeslandentoernooi 2010 (mannen)

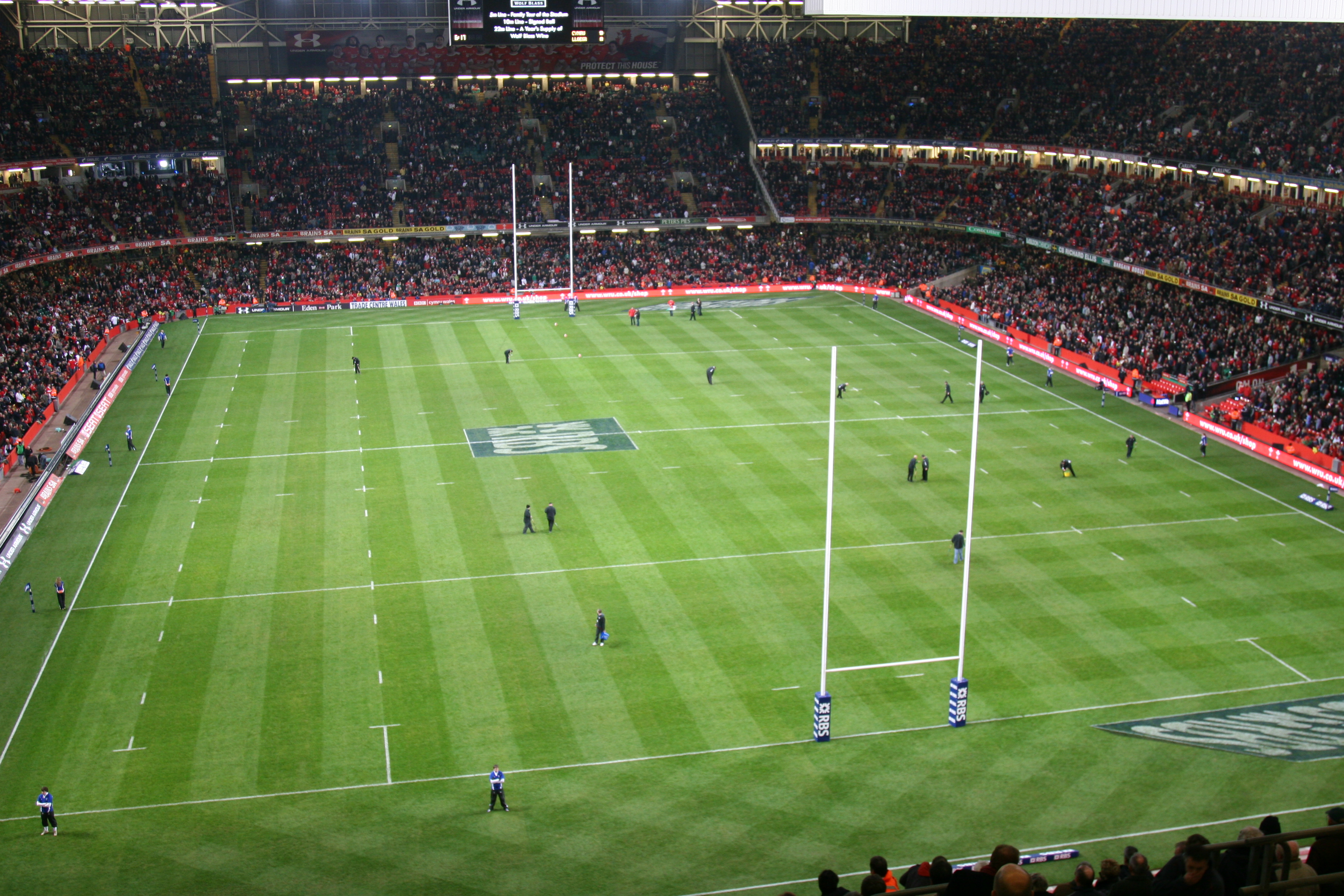
De wedstrijd Wales - Engeland voor het zeslandentoernooi 2010.

De elfde editie van het Zeslandentoernooi voor mannen van de Rugby Union werd gespeeld van 6 februari tot en met en 20 maart 2010 tussen de nationale rugbyteams van Engeland, Frankrijk, Ierland, Italië, Schotland en Wales. Titelverdediger was Ierland. Frankrijk won voor de vijfde keer het zeslandentoernooi.

## Deelnemende Landen
| Land      | Stadion            | Stad      | Coach           | Captain                  |
| --------- | ------------------ | --------- | --------------- | ------------------------ |
| Engeland  | Twickenham         | Londen    | Martin Johnson  | Steve Borthwick          |
| Frankrijk | Stade de France    | Parijs    | Marc Lièvremont | Thierry Dusautoir        |
| Ierland   | Croke Park         | Dublin    | Declan Kidney   | Brian O'Driscoll         |
| Italië    | Stadio Flaminio    | Rome      | Nick Mallett    | Leonardo Ghiraldini      |
| Schotland | Murrayfield        | Edinburgh | Andy Robinson   | Mike Blair/Chris Cusiter |
| Wales     | Millennium Stadium | Cardiff   | Warren Gatland  | Ryan Jones               |

## Tabel
| Positie | Land      | Wedstrijden | Wedstrijden | Wedstrijden | Wedstrijden | Punten | Punten | Punten   | Punten | Tabel Punten |
| Positie | Land      | Gespeeld    | Gewonnen    | Gelijk      | Verloren    | Voor   | Tegen  | Verschil | Tries  | Tabel Punten |
| ------- | --------- | ----------- | ----------- | ----------- | ----------- | ------ | ------ | -------- | ------ | ------------ |
| 1       | Frankrijk | 5           | 5           | 0           | 0           | 135    | 69     | +66      | 13     | 10           |
| 2       | Ierland   | 5           | 3           | 0           | 2           | 106    | 95     | -9       | 11     | 7            |
| 3       | Engeland  | 5           | 2           | 1           | 2           | 88     | 76     | +12      | 6      | 5            |
| 4       | Wales     | 5           | 2           | 0           | 3           | 113    | 117    | −4       | 10     | 4            |
| 5       | Schotland | 5           | 1           | 1           | 3           | 83     | 100    | −17      | 3      | 3            |
| 6       | Italië    | 5           | 1           | 0           | 4           | 69     | 137    | −68      | 5      | 2            |

## Programma en uitslagen
Het programma van het Zeslandentoernooi 2010 werd vrijgegeven op 2 April 2009.

### Week 1
| 6 februari 2010 14:30 GMT | Ierland | 29 – 11 | Italië                                                             | Croke Park, Dublin Toeschouwers: 77.686 Scheidsrechter: Romain Poîte |
| 6 februari 2010 14:30 GMT | Try: Heaslip 15' c O'Leary 35' c Con: O'Gara (2/2) Pen: O'Gara (4/4) 9', 27', 32', 46' P. Wallace (1/1) 67' | Report  | Try: Robertson 39' m Pen: Gower (1/1) 26' Mi. Bergamasco (1/1) 44' | Croke Park, Dublin Toeschouwers: 77.686 Scheidsrechter: Romain Poîte |

| 6 februari 2010 17:00 GMT | Engeland                                                                                         | 30 – 17 | Wales                                                                      | Twickenham, Londen Toeschouwers: 81.406 Scheidsrechter: Alain Rolland |
| 6 februari 2010 17:00 GMT | Try: Haskell (2) 40' c, 75' c Care 44' c Con: Wilkinson (3/3) Pen: Wilkinson (3/3) 11', 35', 79' | Report  | Try: A. Jones 49' c Hook 71' c Con: S. Jones (2/2) Pen: S. Jones (1/2) 27' | Twickenham, Londen Toeschouwers: 81.406 Scheidsrechter: Alain Rolland |

- Engeland droeg een speciaal tenue om de eerste internationale wedstrijd tussen Engeland en Wales – in het Twickenham Stadium te vieren.[2]

| 7 februari 2010 15:00 GMT | Schotland                        | 9 – 18  | Frankrijk                                                                   | Murrayfield, Edinburgh Toeschouwers: 65.687 Scheidsrechter: Nigel Owens |
| 7 februari 2010 15:00 GMT | Pen: Paterson (3/3) 9', 30', 52' | Verslag | Try: Bastareaud (2) 14' m, 33' c Con: Parra (1/2) Pen: Parra (2/3) 28', 44' | Murrayfield, Edinburgh Toeschouwers: 65.687 Scheidsrechter: Nigel Owens |

### Week 2
| 13 februari 2010 14:00 GMT | Wales | 31 – 24            | Schotland                                                                                                 | Millennium Stadium, Cardiff Toeschouwers: 74.133 Scheidsrechter: George Clancy |
| 13 februari 2010 14:00 GMT | Try: Byrne 56' m Halfpenny 77' c S. Williams 80+1' c Con: S. Jones (2/3) Pen: S. Jones (4/5) 15', 23', 39', 79' | Verslag[dode link] | Try: Barclay 9' c M. Evans 20' m Con: Paterson (1/2) Pen: Parks (2/2) 26', 41' Drop: Parks (2/4) 18', 66' | Millennium Stadium, Cardiff Toeschouwers: 74.133 Scheidsrechter: George Clancy |

- Chris Paterson speelde zijn 100ste internationale wedstrijd .[3]

| 13 februari 2010 16:30 GMT | Frankrijk | 33 – 10 | Ierland                                                       | Stade de France, Parijs Toeschouwers: 79.289 Scheidsrechter: Wayne Barnes |
| 13 februari 2010 16:30 GMT | Try: Servat 27' c Jauzion 31' c Poitrenaud 59' c Con: Parra (3/3) Pen: Parra (2/3) 17', 68' Drop: Parra (1/1) 62' Michalak (1/1) 78' | Verslag | Try: D. Wallace 64' c Con: O'Gara (1/1) Pen: O'Gara (1/1) 29' | Stade de France, Parijs Toeschouwers: 79.289 Scheidsrechter: Wayne Barnes |

| 14 februari 2010 14:30 GMT | Italië                    | 12 – 17 | Engeland                                                       | Stadio Flaminio, Rome Toeschouwers: 31.876 Scheidsrechter: Christophe Berdos |
| 14 februari 2010 14:30 GMT | Pen: Mi. Bergamasco (4/5) | Verslag | Try: Tait 44' m Pen: Wilkinson (3/5) Drop: Wilkinson (1/1) 74' | Stadio Flaminio, Rome Toeschouwers: 31.876 Scheidsrechter: Christophe Berdos |

- Door Jonny Wilkinsons twee gemiste penalty's beëindigde hij zijn persoonlijk record door sinds 2003 succesvolle penalty's te scoren.[4]

### Week 3
| 26 februari 2010 20:00 GMT | Wales                                                                                   | 20 – 26 | Frankrijk                                                                                             | Millennium Stadium, Cardiff Toeschouwers: 73.767 Scheidsrechter: Jonathan Kaplan (South Africa) |
| 26 februari 2010 20:00 GMT | Try: Halfpenny 62' c S. Williams 79' c Con: S. Jones (2/2) Pen: S. Jones (2/2) 45', 49' | Verslag | Try: Palisson 6' c Trinh-Duc 40' c Con: Parra (2/2) Pen: Parra (3/3) 19', 26', 78' Michalak (1/1) 71' | Millennium Stadium, Cardiff Toeschouwers: 73.767 Scheidsrechter: Jonathan Kaplan (South Africa) |

| 27 februari 2010 13:30 GMT | Italië                                                                                 | 16 – 12 | Schotland                                      | Stadio Flaminio, Rome Toeschouwers: 32.000 Scheidsrechter: Dave Pearson |
| 27 februari 2010 13:30 GMT | Try: Canavosio 64' c Con: Mi. Bergamasco (1/1) Pen: Mi. Bergamasco (3/3) 10', 14', 43' | Verslag | Pen: Parks (3/4) 22', 33', 64' Drop: Parks 49' | Stadio Flaminio, Rome Toeschouwers: 32.000 Scheidsrechter: Dave Pearson |

| 27 februari 2010 16:00 GMT | Engeland                                                                                     | 16 – 20 | Ierland                                                                       | Twickenham, Londen Toeschouwers: 81.554 Scheidsrechter: Mark Lawrence |
| 27 februari 2010 16:00 GMT | Try: Cole 61' c Con: Wilkinson (1/1) Pen: Wilkinson (2/5) 15', 36' Drop: Wilkinson (1/3) 70' | Verslag | Try: Bowe (2) 4' m, 75' c Earls 56' m Con: O'Gara (1/1) Pen: Sexton (1/3) 29' | Twickenham, Londen Toeschouwers: 81.554 Scheidsrechter: Mark Lawrence |

- John Hayes speelde zijn 100ste wedstrijd voor Ierland.[5]

### Week 4
| 13 maart 2010 14:30 GMT | Ierland                                                                                          | 27 – 12 | Wales                                 | Croke Park, Dublin Toeschouwers: 81.340 Scheidsrechter: Craig Joubert |
| 13 maart 2010 14:30 GMT | Try: Earls (2) 27' m, 60' m O'Leary 31' m Pen: Sexton (3/4) 16', 21', 50' Drop: Sexton (1/1) 76' | Verslag | Pen: S. Jones (4/5) 9', 38', 54', 63' | Croke Park, Dublin Toeschouwers: 81.340 Scheidsrechter: Craig Joubert |

- Brian O'Driscoll speelde zijn 100ste wedstrijd voor Ierland.[6]

| 13 maart 2010 17:00 GMT | Schotland                                                | 15 – 15 | Engeland                                                | Murrayfield, Edinburgh Toeschouwers: 66.891 Scheidsrechter: Marius Jonker |
| 13 maart 2010 17:00 GMT | Pen: Parks (4/6) 6', 18', 50', 68' Drop: Parks (1/2) 39' | Verslag | Pen: Wilkinson (3/3) 14', 30', 41' Flood (2/4) 49', 64' | Murrayfield, Edinburgh Toeschouwers: 66.891 Scheidsrechter: Marius Jonker |

| 14 maart 2010 14:30 GMT | Frankrijk | 46 – 20 | Italië                                                                                           | Stade de France, Parijs Toeschouwers: 78.712 Scheidsrechter: Alan Lewis |
| 14 maart 2010 14:30 GMT | Try: Harinordoquy 5' c Marty (2) 17' c, 25' m Andreu 51' c Jauzion 56' c Lapandry 65' c Con: Parra (5/6) Pen: Parra (2/3) 10', 41' | Verslag | Try: del Fava 68' c Canavosio 72' c Con: Mi. Bergamasco (2/2) Pen: Mi. Bergamasco (2/2) 35', 44' | Stade de France, Parijs Toeschouwers: 78.712 Scheidsrechter: Alan Lewis |

### Week 5
| 20 maart 2010 14:30 GMT | Wales | 33-10   | Italië                                                                        | Millennium Stadium, Cardiff Scheidsrechter: Wayne Barnes |
| 20 maart 2010 14:30 GMT | Try: Hook (2) 52' c, 57' c S. Williams 68' c Con: S. Jones (3/3) 52', 57', 68' Pen: S. Jones (4/4) 8', 22', 33', 36' | Verslag | Try: McLean 75' c Con: Mi. Bergamasco (1/1) 75' Pen: Mi. Bergamasco (1/2) 65' | Millennium Stadium, Cardiff Scheidsrechter: Wayne Barnes |

| 20 maart 2010 17:00 GMT | Ierland                                                                                            | '20-23' | Schotland                                                                                            | Croke Park, Dublin Scheidsrechter: Jonathan Kaplan |
| 20 maart 2010 17:00 GMT | Try: O'Driscoll 11' c Bowe 64' c Con: Sexton (1/1) 11' O'Gara (2/2) 65', 76' Pen: Sexton (1/3) 51' |         | Try: Beattie 14' m Con: Parks (0/1) Pen: Parks (6/5) 5', 37', 47', 73' , 79' Drop: Parks (1/1) 40+1' | Croke Park, Dublin Scheidsrechter: Jonathan Kaplan |

- Dit was de laatste wedstrijd van Ierland op Croke Park, omdat in mei 2010 het Aviva Stadium openging, waar Ierland sindsdien zijn wedstrijden speelde.

| 20 maart 2010 19:45 GMT | Frankrijk                                               | 12 – 10 | Engeland                                                  | Stade de France, Parijs Toeschouwers: 80,000 Scheidsrechter: Bryce Lawrence |
| 20 maart 2010 19:45 GMT | Pen: Parra (3/4) 19', 25', 35' Drop: Trinh-Duc (1/1) 3' |         | Try: Foden 6' c Con: Flood (1/1) Pen: Wilkinson (1/1) 67' | Stade de France, Parijs Toeschouwers: 80,000 Scheidsrechter: Bryce Lawrence |